# Topiłówka (wieś)
Topiłówka – wieś w Polsce położona w województwie podlaskim, w powiecie augustowskim, w gminie Augustów. Wieś leży w pobliżu Doliny Rospudy.
Pierwsze wzmianki o Topiłówce sięgają roku 1604, chociaż powstała ona prawdopodobnie po roku 1562. Nazwa wywodzi się od pobliskiego jeziorka Topiło (obecnie bagno). W późniejszym okresie należała do dóbr dowspudzkich będących w posiadaniu rodziny Paców.
Wieś magnacka położona była w końcu XVIII wieku w powiecie grodzieńskim województwa trockiego. W latach 1975–1998 miejscowość administracyjnie należała do województwa suwalskiego.